# Fredrik Ernst av Brandenburg-Kulmbach
Friedrich Ernst von Brandenburg-Kulmbach, född 15 december 1703, död 23 juni 1762 på slottet Friedrichsruh i Drage, var bror till den danska drottningen Sofia Magdalena, titulär markgreve av Brandenburg-Bayreuth och dansk ståthållare i Hertigdömena Slesvig och Holsten från år 1731 till sin död. Han var barnlös.
Han var son till den titulära markgreven Kristian Henrik av Brandenburg-Kulmbach. Två av hans bröder blev regerande markgrevar i Brandenburg-Bayreuth.
Han växte upp tillsammans med brodern och kom 1725 till Köpenhamn, där han blev överstelöjtnant vid Fynske Regiment och 1728 som överste fick kommandot över Jyske Gevorbne Regiment. År 1729 blev han riddare av Elefantorden och fick ett mycket stort, det talas om 80000 riksdaler, årligt apanage. När hans svåger Kristian VI blev kung, blev han än mer överöst med hedersbetygelser. År 1731 blev han utnämnd till ståthållare i hertigdömena Slesvig och Holsten. Han gifte sig den 26 december samma år med en dotter till hertig Ernst Ferdinand av Braunschweig-Bevern, Christina Sophie (1717–1779), från vilken han senare skilde sig. Kungen skänkte honom godset Drage, i närheten av Itzehoe, vars slottsbyggnad han byggde om och gav namnet Friedrichsruh (svenska: Fredriksro). Slottet byggdes om och utvidgades 1744–1751 efter ritningar av Nicolai Eigtved. Slottet revs år 1787.
År 1732 blev han riddare av L'union parfaite och 1734 både generalmajor och lite senare generallöjtnant. Han förvaltade sitt viktiga ämbete med en auktoritet som svarade till hans uppblåsta och högmodiga personlighet, vilken gjorde sig känd på många olyckliga sätt. Kända är de våldsamma metoder han tänkt använda för att undertrycka det bondeuppror som brutit ut våren 1740 i Ditmarsken, när han utan framgång försökt införa landmilisen. 
Markgreve Fredrik Ernst, som 1739 med titeln generalfältmarskalk-löjtnant blev kommenderande general över trupperna i Hertigdömena och år 1745  överbefälhavare över den danska armén, hade aldrig deltagit i något krig och kom aldrig att göra det. År 1734 utnämndes han till befälhavare för en hjälpkår på 6000 man till England, men den sändes inte iväg, och när den armé, som från 1758 under hans befäl hade dragits samman i Holsten som observationskår i de oroliga tiderna och särskilt på grund av stridigheterna med den holsten-gottorpska ätten, slutligen år 1762 skulle marschera i fält, måste han förklara sig för gammal och svag för att leda den. Av dessa skäl avskedades han och dog den 23 juni samma år.
Markgreven och hans gemål Christina Sofia är begravda i Hohenaspe Kirche i Holstein.
Markgrafenzimmer på Glücksborgs slott är uppkallat efter honom.